# ألين براون (لاعب كرة قدم أمريكية)
ألين براون (بالإنجليزية: Allen Brown)‏ هو لاعب كرة قدم أمريكية أمريكي، ولد في 2 مارس 1943 في ناتشيز في الولايات المتحدة.